# Ngranti
Ngranti is een bestuurslaag in het regentschap Tulungagung van de provincie Oost-Java, Indonesië. Ngranti telt 3929 inwoners (volkstelling 2010).